# Neaera robertsonii
Neaera robertsonii là một loài ruồi trong họ Tachinidae.